# Mikha Pola Maqdassi
Mikha Pola Maqdassi (Alkusz, 9 de março de 1949) é um sacerdote católico iraquiano do rito caldeu e bispo da Igreja Católica Caldeia.

## Biografia
Mikha Pola Maqdassi foi aluno do Seminário dos Padres Dominicanos e durante alguns anos professor desse seminário. Foi ordenado sacerdote em 1973 e trabalhou como pároco da cidade de Ain Sefni (Alquoch).
Em 6 de dezembro de 2001, foi eleito pelo Sínodo e depois confirmado pelo Papa João Paulo II como bispo da Eparquia de Alqosh. Foi ordenado bispo em 1º de fevereiro de 2002, em Bagdá, pelo Patriarca de Bagdá dos Caldeus, Rafael I Bidawid, tendo como co-consagradores André Sana, arcebispo de Kirkuk, e Abdul-Ahad Sana, eparca emérito de Alqosh.
 

Em 8 de outubro de 2022, o Patriarca-Cardeal Louis Raphaël I Sako e o Sínodo Caldeu elegeram Maqdassi como bispo auxiliar do Patriarcado dos Caldeus e o Papa Francisco lhe nomeou para a sé titular de Seert dei Caldei.